# 开普吉拉多
开普吉拉多（英語：Cape Girardeau，/dʒɪˈrɑːrdoʊ/，[kap ʒiʁaʁdo] ⓘ，常简称为开普"Cape"）是美国密苏里州開普吉拉多縣的一个城市，西北距圣路易斯约115英里（185），南离孟菲斯约175英里（282）。在2010年美國人口普查中，开普吉拉多37,941人，是密蘇里州第16大城市，也是密苏里州东南部最大城市。